# Paraza
Ne doit pas être confondu avec Peraza.
Paraza  est une commune française située dans le nord-est du département de l'Aude, en région Occitanie.
Sur le plan historique et culturel, la commune fait partie du Minervois, un pays de basses collines qui s'étend du Cabardès, à l'ouest, au Biterrois à l'est, et de la Montagne Noire, au nord, jusqu'au fleuve Aude au sud. Exposée à un climat méditerranéen, elle est drainée par le canal du Midi, l'Aude, le Répudre, le ruisseau de l'Aqueduc et par divers autres petits cours d'eau.
Paraza est une commune rurale qui compte 700 habitants en 2022, après avoir connu une forte hausse de la population depuis 1975. Elle fait partie de l'aire d'attraction de Narbonne. Ses habitants sont appelés les Parazanais et Parazanaises.

## Géographie
Commune située dans le Minervois sur le Répudre et le canal du Midi. Elle est limitrophe du département de l'Hérault.

### Communes limitrophes
Les communes limitrophes sont  Canet, Olonzac, Pouzols-Minervois, Roubia, Sainte-Valière et Ventenac-en-Minervois.
| Oupia (Hérault) (par un quadripoint) | Pouzols-Minervois | Sainte-Valière        |
| Olonzac (Hérault)                    | Paraza            | Ventenac-en-Minervois |
|                                      | Roubia            | Canet                 |

### Hydrographie
La commune est dans la région hydrographique « Côtiers méditerranéens », au sein du bassin hydrographique Rhône-Méditerranée-Corse. Elle est drainée par le canal du Midi, l'Aude, le ruisseau du Répudre, le ruisseau de l'Aqueduc, la Crabide, le ruisseau de Font Borière, le ruisseau de la Roque Grise, le ruisseau de l'Olive, le ruisseau des Broutières, le ruisseau des Croses, le ruisseau du Grand Poirier, le ruisseau du Pas de la Crabide, le ruisseau du Vialarou et le ruisseau Timbaut, qui constituent un réseau hydrographique de 20 km de longueur totale,.
Le canal du Midi, d'une longueur totale de 239,8 km, est un canal de navigation à bief de partage qui relie Toulouse à la mer Méditerranée depuis le xviie siècle.
L'Aude, d'une longueur totale de 223,59 km, prend sa source dans la commune des Angles et s'écoule du sud vers le nord. Elle traverse la commune et se jette dans le golfe du Lion à Fleury, après avoir traversé 73 communes.
Le Répudre, d'une longueur totale de 13,3 km, prend sa source dans la commune d'Aigne et s'écoule vers le sud. Il traverse la commune et se jette dans l'Aude sur le territoire communal, après avoir traversé 5 communes.

### Climat
Pour des articles plus généraux, voir Climat de l'Occitanie et Climat de l'Aude.
En 2010, le climat de la commune est de type climat méditerranéen franc, selon une étude s'appuyant sur une série de données couvrant la période 1971-2000. En 2020, Météo-France publie une typologie des climats de la France métropolitaine dans laquelle la commune est exposée à un climat méditerranéen et est dans la région climatique Provence, Languedoc-Roussillon, caractérisée par une pluviométrie faible en été, un très bon ensoleillement (2 600 h/an), un été chaud (21,5 °C), un air très sec en été, sec en toutes saisons, des vents forts (fréquence de 40 à 50 % de vents > 5 m/s) et peu de brouillards.
Pour la période 1971-2000, la température annuelle moyenne est de 14,9 °C, avec une amplitude thermique annuelle de 16,1 °C. Le cumul annuel moyen de précipitations est de 563 mm, avec 5,9 jours de précipitations en janvier et 2,6 jours en juillet. Pour la période 1991-2020, la température moyenne annuelle observée sur la station météorologique la plus proche, située sur la commune de Lézignan-Corbières à 8 km à vol d'oiseau, est de 15,2 °C et le cumul annuel moyen de précipitations est de 678,7 mm,. Pour l'avenir, les paramètres climatiques de la commune estimés pour 2050 selon différents scénarios d’émission de gaz à effet de serre sont consultables sur un site dédié publié par Météo-France en novembre 2022.

### Milieux naturels et biodiversité
Aucun espace naturel présentant un intérêt patrimonial n'est recensé sur la commune dans l'inventaire national du patrimoine naturel,,.

## Urbanisme

### Typologie
Au 1er janvier 2024, Paraza est catégorisée commune rurale à habitat dispersé, selon la nouvelle grille communale de densité à 7 niveaux définie par l'Insee en 2022.
Elle est située hors unité urbaine. Par ailleurs la commune fait partie de l'aire d'attraction de Narbonne, dont elle est une commune de la couronne,. Cette aire, qui regroupe 71 communes, est catégorisée dans les aires de 50 000 à moins de 200 000 habitants,.

### Occupation des sols
L'occupation des sols de la commune, telle qu'elle ressort de la base de données européenne d’occupation biophysique des sols Corine Land Cover (CLC), est marquée par l'importance des territoires agricoles (76,2 % en 2018), en diminution par rapport à 1990 (83,7 %). La répartition détaillée en 2018 est la suivante : 
cultures permanentes (64,2 %), zones agricoles hétérogènes (12 %), forêts (11,1 %), zones urbanisées (6,7 %), milieux à végétation arbustive et/ou herbacée (6 %). L'évolution de l’occupation des sols de la commune et de ses infrastructures peut être observée sur les différentes représentations cartographiques du territoire : la carte de Cassini (XVIIIe siècle), la carte d'état-major (1820-1866) et les cartes ou photos aériennes de l'IGN pour la période actuelle (1950 à aujourd'hui).

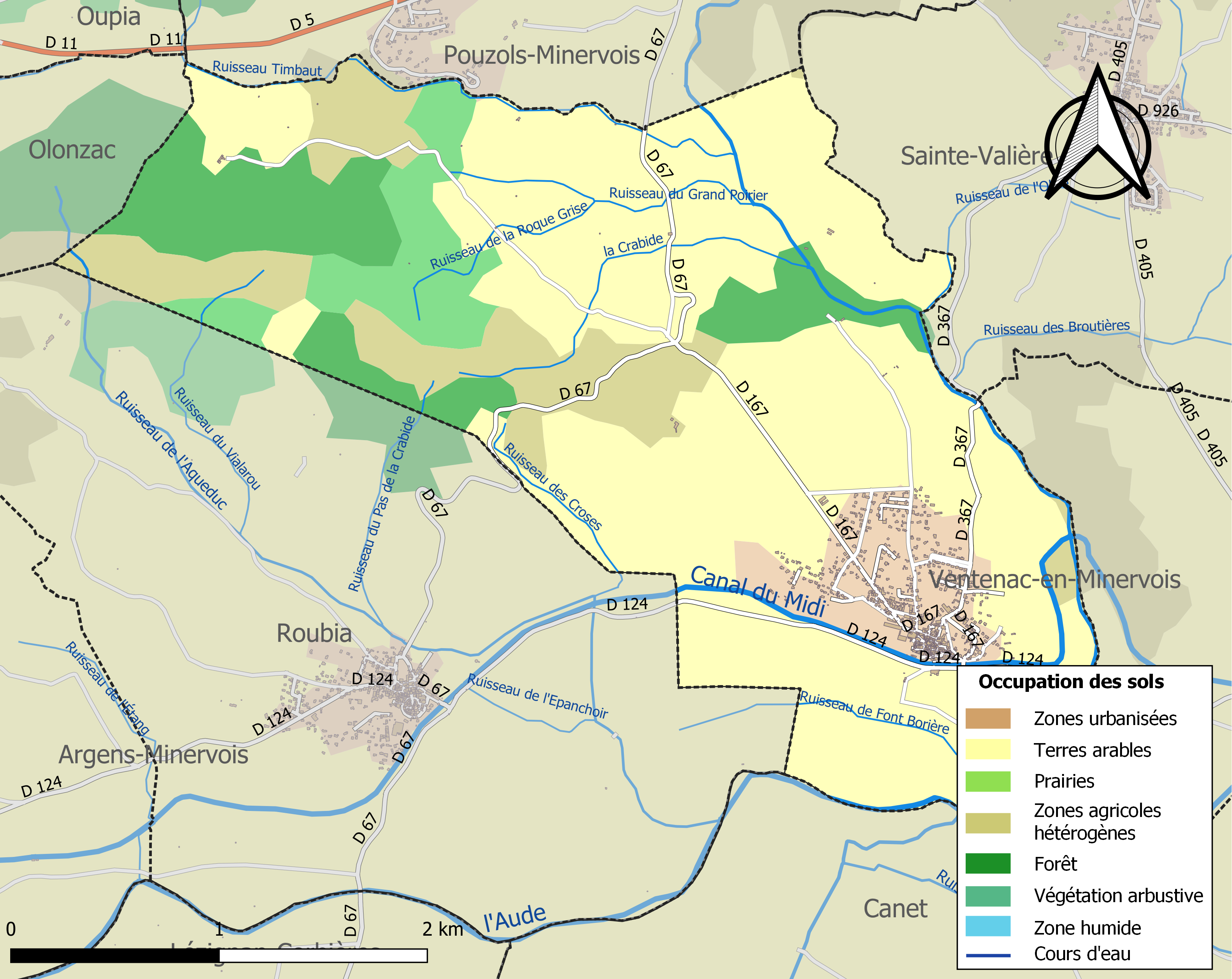
Carte des infrastructures et de l'occupation des sols de la commune en 2018 (CLC).

### Risques majeurs
Le territoire de la commune de Paraza est vulnérable à différents aléas naturels : météorologiques (tempête, orage, neige, grand froid, canicule ou sécheresse), inondations, feux de forêts et séisme (sismicité faible). Il est également exposé à un risque particulier : le risque de radon. Un site publié par le BRGM permet d'évaluer simplement et rapidement les risques d'un bien localisé soit par son adresse soit par le numéro de sa parcelle.

#### Risques naturels
Certaines parties du territoire communal sont susceptibles d’être affectées par le risque d’inondation par débordement de cours d'eau, notamment le Répudre, le canal du Midi et l'Aude. La commune a été reconnue en état de catastrophe naturelle au titre des dommages causés par les inondations et coulées de boue survenues en 1982, 1992, 1996, 1997, 1999, 2006, 2009 et 2018,.

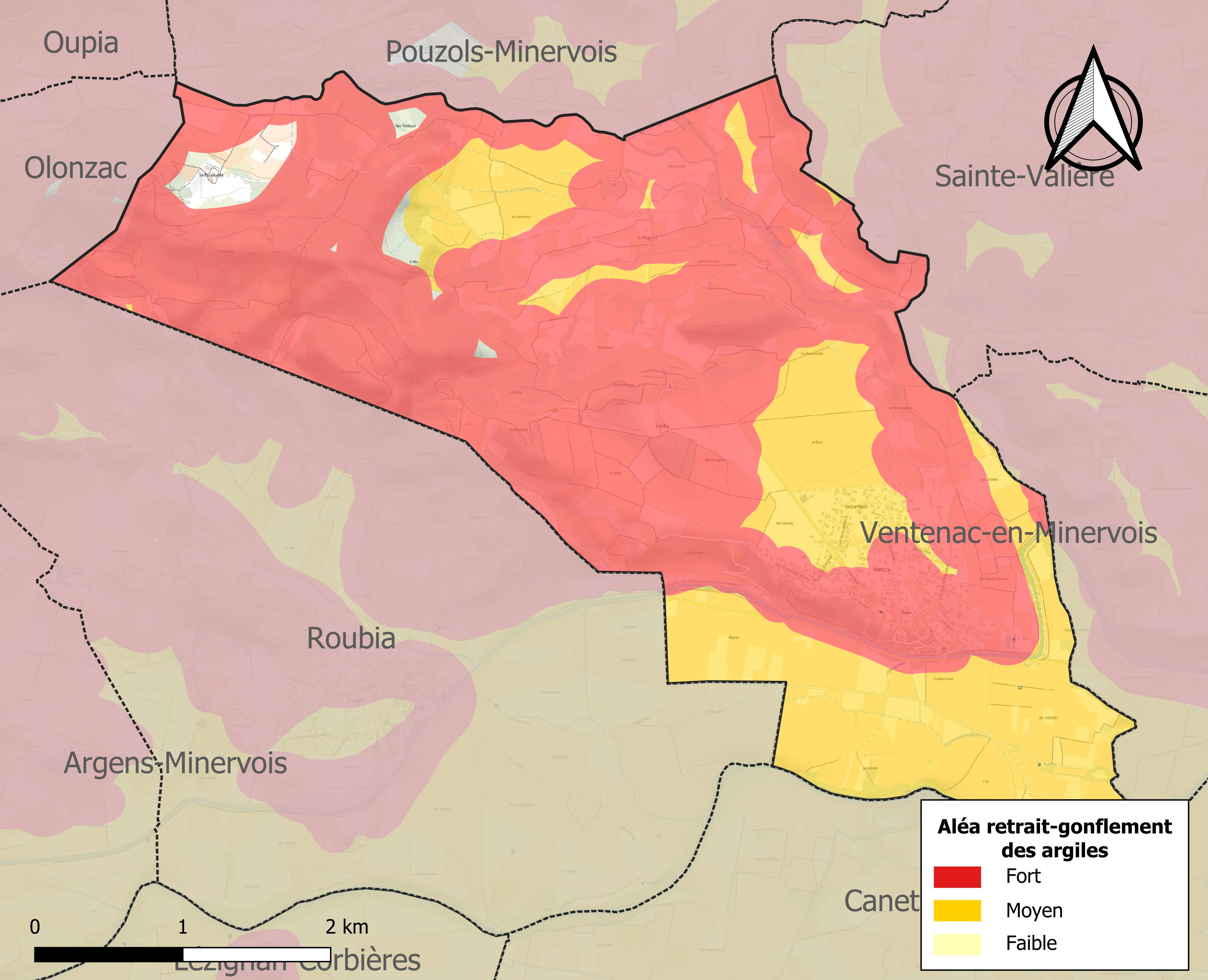
Carte des zones d'aléa retrait-gonflement des sols argileux de Paraza.

Le retrait-gonflement des sols argileux est susceptible d'engendrer des dommages importants aux bâtiments en cas d’alternance de périodes de sécheresse et de pluie. 97,8 % de la superficie communale est en aléa moyen ou fort (75,2 % au niveau départemental et 48,5 % au niveau national). Sur les 431 bâtiments dénombrés sur la commune en 2019, 429 sont en aléa moyen ou fort, soit 100 %, à comparer aux 94 % au niveau départemental et 54 % au niveau national. Une cartographie de l'exposition du territoire national au retrait gonflement des sols argileux est disponible sur le site du BRGM,.

#### Risque particulier
Dans plusieurs parties du territoire national, le radon, accumulé dans certains logements ou autres locaux, peut constituer une source significative d’exposition de la population aux rayonnements ionisants. Certaines communes du département sont concernées par le risque radon à un niveau plus ou moins élevé. Selon la classification de 2018, la commune de Paraza est classée en zone 2, à savoir zone à potentiel radon faible mais sur lesquelles des facteurs géologiques particuliers peuvent faciliter le transfert du radon vers les bâtiments.

## Histoire
Pierre-Paul Riquet l'architecte et le créateur du canal du Midi a vécu dans le château du baron Jougla de Paraza durant six ans. Louis XIV y a également séjourné (pas documenté) lors de sa visite pour constater de visu l'évolution des travaux et inaugurer le "canal du Roi" ou "canal de l'Entre-deux-Mers" ou encore aujourd'hui "canal du Midi". Pour le remercier de son hospitalité, il donna l'ordre de faire construire sept terrasses descendant du château au canal.

## Politique et administration
| Période                                  | Période   | Identité       | Étiquette | Qualité |
| ---------------------------------------- | --------- | -------------- | --------- | ------- |
| 1957                                     | mars 1971 | Pierre Reynes  | PCF       |         |
| mars 1971                                | mars 1983 | Georges Gautié | PCF       |         |
| mars 1983                                | mars 1989 | Robert Azam    | PCF       |         |
| mars 1989                                | juin 1995 | Alain Tisseyre | SE        |         |
| juin 1995                                | mars 2012 | Francis Garcia | SE        |         |
| mars 2012                                | en cours  | Emile Delpy    | PS        |         |
| Les données manquantes sont à compléter. |           |                |           |         |

## Démographie
L'évolution du nombre d'habitants est connue à travers les recensements de la population effectués dans la commune depuis 1793. Pour les communes de moins de 10 000 habitants, une enquête de recensement portant sur toute la population est réalisée tous les cinq ans, les populations de référence des années intermédiaires étant quant à elles estimées par interpolation ou extrapolation. Pour la commune, le premier recensement exhaustif entrant dans le cadre du nouveau dispositif a été réalisé en 2005.

En 2022, la commune comptait 700 habitants, en évolution de +12,72 % par rapport à 2016 (Aude : +2,65 %, France hors Mayotte : +2,11 %).
| 1793 | 1800 | 1806 | 1821 | 1831 | 1836 | 1841 | 1846 | 1851 |
| ---- | ---- | ---- | ---- | ---- | ---- | ---- | ---- | ---- |
| 274  | 316  | 285  | 378  | 384  | 395  | 375  | 409  | 397  |

| 1856 | 1861 | 1866 | 1872 | 1876 | 1881 | 1886 | 1891 | 1896 |
| ---- | ---- | ---- | ---- | ---- | ---- | ---- | ---- | ---- |
| 421  | 456  | 546  | 509  | 541  | 612  | 625  | 719  | 715  |

| 1901 | 1906 | 1911 | 1921 | 1926 | 1931 | 1936 | 1946 | 1954 |
| ---- | ---- | ---- | ---- | ---- | ---- | ---- | ---- | ---- |
| 715  | 649  | 630  | 660  | 657  | 594  | 566  | 506  | 468  |

| 1962 | 1968 | 1975 | 1982 | 1990 | 1999 | 2005 | 2006 | 2010 |
| ---- | ---- | ---- | ---- | ---- | ---- | ---- | ---- | ---- |
| 445  | 440  | 410  | 383  | 401  | 390  | 536  | 550  | 610  |

| 2015 | 2020 | 2022 | - | - | - | - | - | - |
| ---- | ---- | ---- | - | - | - | - | - | - |
| 618  | 698  | 700  | - | - | - | - | - | - |

## Économie

### Revenus
En 2018  (données Insee publiées en septembre 2021), la commune compte 285 ménages fiscaux, regroupant 637 personnes. La médiane du revenu disponible par unité de consommation est de 18 960 € (19 240 € dans le département).

### Emploi
| Division       | 2008   | 2013   | 2018   |
| -------------- | ------ | ------ | ------ |
| Commune        | 9 %    | 12,8 % | 12,7 % |
| Département    | 10,2 % | 12,8 % | 12,6 % |
| France entière | 8,3 %  | 10 %   | 10 %   |

En 2018, la population âgée de 15 à 64 ans s'élève à 351 personnes, parmi lesquelles on compte 72 % d'actifs (59,4 % ayant un emploi et 12,7 % de chômeurs) et 28 % d'inactifs,. En  2018, le taux de chômage communal (au sens du recensement) des 15-64 ans est supérieur à celui de la France et du département, alors qu'il était inférieur à celui du département en 2008.
La commune fait partie de la couronne de l'aire d'attraction de Narbonne, du fait qu'au moins 15 % des actifs travaillent dans le pôle,. Elle compte 75 emplois en 2018, contre 82 en 2013 et 77 en 2008. Le nombre d'actifs ayant un emploi résidant dans la commune est de 220, soit un indicateur de concentration d'emploi de 34,4 % et un taux d'activité parmi les 15 ans ou plus de 48,4 %.
Sur ces 220 actifs de 15 ans ou plus ayant un emploi, 52 travaillent dans la commune, soit 24 % des habitants. Pour se rendre au travail, 89,9 % des habitants utilisent un véhicule personnel ou de fonction à quatre roues, 0,8 % les transports en commun, 3,8 % s'y rendent en deux-roues, à vélo ou à pied et 5,5 % n'ont pas besoin de transport (travail au domicile).

### Activités hors agriculture

#### Secteurs d'activités
52 établissements sont implantés  à Paraza au 31 décembre 2019. Le tableau ci-dessous en détaille le nombre par secteur d'activité et compare les ratios avec ceux du département,.
| Secteur d'activité                                                                                        | Commune | Commune | Département |
| Secteur d'activité                                                                                        | Nombre  | %       | %           |
| --- | ------- | ------- | ----------- |
| Ensemble                                                                                                  | 52      |         |             |
| Industrie manufacturière, industries extractives et autres                                                | 3       | 5,8 %   | (8,8 %)     |
| Construction                                                                                              | 6       | 11,5 %  | (14 %)      |
| Commerce de gros et de détail, transports, hébergement et restauration                                    | 18      | 34,6 %  | (32,3 %)    |
| Activités financières et d'assurance                                                                      | 1       | 1,9 %   | (2,7 %)     |
| Activités immobilières                                                                                    | 3       | 5,8 %   | (5,2 %)     |
| Activités spécialisées, scientifiques et techniques et activités de services administratifs et de soutien | 8       | 15,4 %  | (13,3 %)    |
| Administration publique, enseignement, santé humaine et action sociale                                    | 5       | 9,6 %   | (13,2 %)    |
| Autres activités de services                                                                              | 8       | 15,4 %  | (8,8 %)     |

Le secteur du commerce de gros et de détail, des transports, de l'hébergement et de la restauration est prépondérant sur la commune puisqu'il représente 34,6 % du nombre total d'établissements de la commune (18 sur les 52 entreprises implantées  à Paraza), contre 32,3 % au niveau départemental.

#### Entreprises
Les deux entreprises ayant leur siège social sur le territoire communal qui génèrent le plus de chiffre d'affaires en 2020 sont : 
- Louna Medium Conseil - LMC, autres services personnels n.c.a. (73 k€)
- BEIZ, location de terrains et d'autres biens immobiliers (7 k€)

### Agriculture
La commune est dans le « Narbonnais », une petite région agricole occupant le nord-est du département de l'Aude, également dénommée localement « plaine viticole du Bas-Languedoc ». En 2020, l'orientation technico-économique de l'agriculture  sur la commune est la viticulture.
|               | 1988 | 2000 | 2010 | 2020 |
| ------------- | ---- | ---- | ---- | ---- |
| Exploitations | 54   | 38   | 26   | 24   |
| SAU (ha)      | 552  | 526  | 499  | 463  |

Le nombre d'exploitations agricoles en activité et ayant leur siège dans la commune est passé de 54 lors du recensement agricole de 1988  à 38 en 2000 puis à 26 en 2010 et enfin à 24 en 2020, soit une baisse de 56 % en 32 ans. Le même mouvement est observé à l'échelle du département qui a perdu pendant cette période 60 % de ses exploitations,. La surface agricole utilisée sur la commune a également diminué, passant de 552 ha en 1988 à 463 ha en 2020. Parallèlement la surface agricole utilisée moyenne par exploitation a augmenté, passant de 10 à 19 ha.

## Culture locale et patrimoine

### Lieux et monuments
- Église Notre-Dame-de-l'Assomption de Paraza. Paraza possède une très belle église en son centre historique, Notre-Dame-de-l'Assomption. Jusqu'au percement du canal du Midi au XVIIe siècle, l'église se trouvait au lieu-dit l'Église dans le lit actuel du canal des Deux-Mers. Elle portait alors le nom de Notre-Dame-des-Clothes[35]. Le saint patron de la commune est saint Roch.
- Pont-canal du Répudre.
- Château de la famille Jougla de Paraza (premier quart du XVIIe siècle). Les terrasses de son jardin ont été bâties par les ouvriers qui réalisaient le canal du Midi. Pierre-Paul Riquet y a séjourné.

### Personnalités liées à la commune
- Pierre-Paul Riquet (1609-1680), fermier général et entrepreneur français ;
- Arsène de Jougla, abbé de l'abbaye cistercienne de Tamié entre 1707 et 1727.
- André Jougla de Paraza, né à Béziers le 12 novembre 1702 et mort à Paris en 1769, est un magistrat français.
- Émile Le Camus (1839-1906), prélat catholique français.

### Héraldique
| Paraza | Son blasonnement est : D'or au pal fuselé d'argent et de sable. |